# يوهان ويلهلم شتورم
يوهان ويلهلم شتورم (بالألمانية: Johann Wilhelm Sturm)‏ هو عالم حشرات وعالم نبات وعالم طيور ألماني، ولد في 19 يوليو 1808 في نورنبرغ في ألمانيا، وتوفي بنفس المكان في 7 يناير 1865.